# برد رایت
برد رایت (انگلیسی: Brad Wright؛ زاده may 2, ۱۹۶۱ (۶۳–۶۴ سال)) یک تهیه‌کننده تلویزیونی، و فیلم‌نامه‌نویس اهل کانادا است.